# Boris Ambarcumow
Boris Władimirowicz Ambarcumow (ros. Борис Владимирович Амбарцумов; ur. 29 września 1974, zm. 31 stycznia 2020) – radziecki i rosyjski zapaśnik walczący w stylu klasycznym.
Czwarty na mistrzostwach świata w 1998 i piąty w 1999. Mistrz Europy w 1998 i drugi w 2000. Brązowy medalista igrzysk wojskowych w 1999. Wojskowy wicemistrz świata w 1997. Pierwszy w Pucharze Świata w 1991 i 1997; drugi w 1996. Wygrał Igrzyska bałtyckie w 1997. Mistrz świata juniorów w 1988.
Mistrz Rosji w 1995, 1997, 1998 i 2000, a trzeci w 1999 roku.